# Єфремівка (Лозівський район)
Єфре́мівка — село в Україні, у Лозівському районі Харківської області. Входить до складу Олексіївської сільської громади. Поблизу села бере початок одна з найбільших приток Дніпра — Оріль.

## Географія
Село Єфремівка знаходиться недалеко від витоків річки Оріль, нижче за течією на відстані 2 км розташоване село Нова Семенівка.
До села примикає село Семенівка.

## Історія
Засноване 1723 року.
Вже 1731 року відома як слобода Єфремівка в верхів'ях річки Орелі під назвою фортеці «Трійчастий байрак» Старо-Української лінії.
1731 року російська імператриця Анна Іванівна перейменувала її в фортецю Єфремівську. В фортеці, включаючи найближчі редути, налічувалося 400 ландміліціонерів і гренадерська піврота.
За даними на 1864 рік у казеному селі Берецької волості Зміївського повіту мешкало 1145 осіб (589 чоловічої статі та 566 — жіночої), налічувалось 148 дворових господарств, існувала православна церква.
Станом на 1914 рік кількість мешканців села зросла до 2000 осіб.
Під час Другої світової війни село було місцем запеклих боїв, кілька разів переходило з рук у руки. Населення активно протидіяло нацистам, тому 18 лютого 1943 року, коли гітлерівці втретє зайняли село, вони зігнали 240 осіб до церкви та підпалили її. Нацисти майже дощенту спалили село.

## Економіка
- Фермерське господарство «Візир».

## Пам'ятки
Поруч із селом розташовується Єфремівський заказник — гідрологічний заказник місцевого значення.

## Постаті
- Шоломинський Володимир Васильович (1983—2016) — солдат Збройних сил України, учасник російсько-української війни.